# Tóarhnúkur
Tóarhnúkur är en bergstopp i republiken Island. Den ligger i regionen Austurland, 400 km öster om huvudstaden Reykjavík. Toppen på Tóarhnúkur är 845 meter över havet.
Runt Tóarhnúkur är det mycket glesbefolkat, med 2 invånare per kvadratkilometer. Närmaste större samhälle är Egilsstaðir, omkring 18 kilometer sydväst om Tóarhnúkur. Trakten runt Tóarhnúkur består i huvudsak av gräsmarker.